# Plagiognathus repetitus
Plagiognathus repetitus är en insektsart som beskrevs av Knight 1923. Plagiognathus repetitus ingår i släktet Plagiognathus och familjen ängsskinnbaggar. Inga underarter finns listade i Catalogue of Life.